# Сплюшка африканська
Сплюшка африканська (Otus senegalensis) — вид совоподібних птахів родини совових (Strigidae). Мешкає в Африці на південь від Сахари.

## Опис

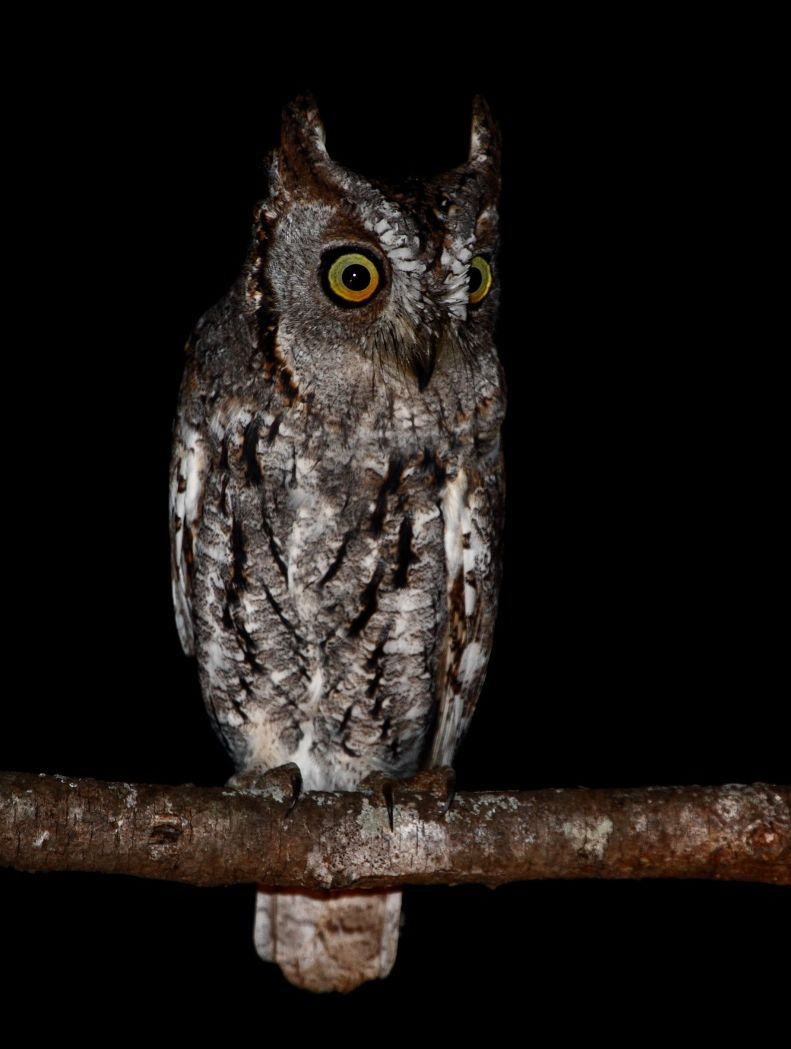
Африканська сплюшка (Квазулу-Наталь, ПАР))

Довжина птаха становить 16-19 см, розмах крил 40-45 см, довжина крила 117-144 мм, вага 45-100 г. Забарвлення переважно сірувато-коричневе, іноді блідо-рудувате або коричневе, поцятковане світлими плямками. Лицевий диск сірий з вузькими чорними краями. На голові помітні пір'яні "вуха", які зазвичай не є піднятими. Голос — односкладовий крик «пррр», який триває 0,5-1 секунду і повторюється з інтервалом у 5-8 секунд. Загалом африканські сплюшки є дуже подібними до перелітних євразійських сплюшок, хоча і мають дещо менші розміри.

## Підвиди
Виділяють два підвиди:
- O. s. senegalensis (Swainson, 1837) — більша частина Субсахарської Африки;
- O. s. nivosus Keith & Twomey, 1968 — південно-східна Кенія (від нижньої течії річки Тана до пагорбів Лалі).

Бліді, сокотрійські і анобонські сплюшки раніше вважалися підвидами африканської сплюшки, однак були визнані окремими видами.

## Поширення і екологія
Африканські сплюшки живуть в саванах, порослих деревами і чагарниками, в сухих рідколіссях, на плантаціях, в парках і садах, на висоті до 2000 м над рівнем моря. Вони ведуть присмерковий і нічний спосіб життя, а вдень ховаються в густій кроні дерева, замаскувавшись на товстій гілці, або в дуплі. Вони живляться комахами, павуками, скорпіонами, дрібними ссавцями, плазунами і амфібіями. Африканські сплюшки є моногамними птахами, формують тривалі пари на все життя. В кладці від 2 до 4 яєць, інкубаційний період триває 17 днів, насиджують самиці. За пташенятами доглядають і самиці, і самці. Пташенята покидають гніздо через 30 днів після вилуплення, однак батьки продовжують піклуватися про них ще приблизно 40 днів.

## Збереження
МСОП класифікує цей вид як такий, що не потребує особливих заходів зі збереження. За оцінками дослідників, популяція блідих сплюшок становить приблизно 60 тисяч птахів.